# Steve Chiasson
Steven Joseph Chiasson  (14. dubna 1967, Barrie, Kanada – 3. května 1999, Raleigh, USA) byl kanadský hokejový obránce.

## Hráčská kariéra
Draftován byl v roce 1985 týmem Detroit Red Wings v třetím kole. V NHL odehrál za Detroit Red Wings, Calgary Flames, Hartford Whalers a Carolina Hurricanes celkem 751 zápasů v základní části a 63 v play-off. V základní části vstřelil 93 gólů a zaznamenal 305 asistencí. V play-off 16 gólů a 18 asistencí.
Kanadu reprezentoval na MS juniorů 1987 v Piešťanech, kde byl kapitánem a na MS 1997 ve Finsku, kde získal zlatou medaili.
Zahynul při automobilové havárii v květnu 1999.

## Ocenění a úspěchy
- 1986 CHL – Memorial Cup All-Star Tým
- 1986 CHL – Stafford Smythe Memorial Trophy
- 1993 NHL – All-Star Game

### Klubová statistika
| Sezona                 | Klub                 | Soutěž       | Základní část | Základní část | Základní část | Základní část | Základní část | Play off | Play off | Play off | Play off | Play off |
| Sezona                 | Klub                 | Soutěž       | Z             | G             | A             | B             | TM            | Z        | G        | A        | B        | TM       |
| ---------------------- | -------------------- | ------------ | ------------- | ------------- | ------------- | ------------- | ------------- | -------- | -------- | -------- | -------- | -------- |
| 1983–84                | Guelph Platers       | OHL          | 55            | 1             | 9             | 10            | 112           | —        | —        | —        | —        | —        |
| 1984–85                | Guelph Platers       | OHL          | 45            | 1             | 4             | 5             | 73            | 2        | 0        | 0        | 0        | 19       |
| 1985–86                | Guelph Platers       | OHL          | 54            | 12            | 29            | 41            | 126           | 18       | 10       | 10       | 20       | 37       |
| 1986–87                | Detroit Red Wings    | NHL          | 45            | 1             | 4             | 5             | 73            | 2        | 0        | 0        | 0        | 19       |
| 1987–88                | Adirondack Red Wings | AHL          | 23            | 6             | 11            | 17            | 58            | —        | —        | —        | —        | —        |
| 1987–88                | Detroit Red Wings    | NHL          | 29            | 2             | 9             | 11            | 57            | 9        | 2        | 2        | 4        | 31       |
| 1988–89                | Detroit Red Wings    | NHL          | 65            | 12            | 35            | 47            | 149           | 5        | 2        | 1        | 3        | 6        |
| 1989–90                | Detroit Red Wings    | NHL          | 67            | 14            | 28            | 42            | 114           | —        | —        | —        | —        | —        |
| 1990–91                | Detroit Red Wings    | NHL          | 42            | 3             | 17            | 20            | 80            | 5        | 3        | 1        | 4        | 19       |
| 1991–92                | Detroit Red Wings    | NHL          | 62            | 10            | 24            | 34            | 136           | 11       | 1        | 5        | 6        | 12       |
| 1992–93                | Detroit Red Wings    | NHL          | 79            | 12            | 50            | 62            | 155           | 7        | 2        | 2        | 4        | 19       |
| 1993–94                | Detroit Red Wings    | NHL          | 82            | 13            | 33            | 46            | 122           | 7        | 2        | 3        | 5        | 2        |
| 1994–95                | Calgary Flames       | NHL          | 45            | 2             | 23            | 25            | 39            | 7        | 1        | 2        | 3        | 9        |
| 1995–96                | Calgary Flames       | NHL          | 76            | 8             | 25            | 33            | 62            | 4        | 2        | 1        | 3        | 0        |
| 1996–97                | Calgary Flames       | NHL          | 47            | 5             | 11            | 16            | 32            | —        | —        | —        | —        | —        |
| 1996–97                | Hartford Whalers     | NHL          | 18            | 3             | 11            | 14            | 7             | —        | —        | —        | —        | —        |
| 1997–98                | Carolina Hurricanes  | NHL          | 66            | 7             | 27            | 34            | 65            | —        | —        | —        | —        | —        |
| 1998–99                | Carolina Hurricanes  | NHL          | 28            | 1             | 8             | 9             | 16            | 6        | 1        | 1        | 2        | 2        |
| Celkem v AHL           | Celkem v AHL         | Celkem v AHL | 23            | 6             | 11            | 17            | 58            | —        | —        | —        | —        | —        |
| Celkem v NHL           | Celkem v NHL         | Celkem v NHL | 751           | 93            | 305           | 398           | 1107          | 63       | 16       | 18       | 34       | 119      |
| Celkem v OHL           | Celkem v OHL         | Celkem v OHL | 170           | 21            | 60            | 81            | 377           | 18       | 10       | 10       | 20       | 37       |
| Konec hokejové kariéry |                      |              |               |               |               |               |               |          |          |          |          |          |

## Reprezentace
| Rok    | Tým       | Soutěž | Z  | G | A | B | TM |
| ------ | --------- | ------ | -- | - | - | - | -- |
| 1987   | Kanada 20 | MSJ    | 6  | 2 | 2 | 4 | 21 |
| 1997   | Kanada    | MS     | 11 | 0 | 3 | 3 | 8  |
| Celkem | Celkem    | Celkem | 17 | 2 | 5 | 7 | 29 |